# Euonymus acanthoxanthus
Euonymus acanthoxanthus är en benvedsväxtart som beskrevs av Charles-Joseph Marie Pitard. Euonymus acanthoxanthus ingår i släktet Euonymus och familjen Celastraceae. Inga underarter finns listade.